# ゲノム
ゲノム（独: Genom、英: genome, ジーノーム）とは、「遺伝情報の全体・総体」を意味するドイツ語由来の語彙であり、より具体的・限定的な意味・用法としては、現在、大きく分けて以下の2つがある。古典的遺伝学の立場からは、二倍体生物におけるゲノムは生殖細胞に含まれる染色体もしくは遺伝子全体を指し、このため体細胞には2組のゲノムが存在すると考える。原核生物、細胞内小器官、ウイルス等の一倍体生物においては、DNA（一部のウイルスやウイロイドではRNA）上の全遺伝情報を指す。分子生物学の立場からは、すべての生物を一元的に扱いたいという考えに基づき、ゲノムはある生物のもつ全ての核酸上の遺伝情報としている。ただし、真核生物の場合は細胞小器官（ミトコンドリア、葉緑体など）が持つゲノムは独立に扱われる（ヒトゲノムにヒトミトコンドリアのゲノムは含まれない）。
ゲノムは、タンパク質をコードするコーディング領域と、それ以外のノンコーディング領域に大別される。ゲノム解読当初、ノンコーディング領域はその一部が遺伝子発現調節等に関与することが知られていたが、大部分は意味をもたないものと考えられ、ジャンクDNAとも呼ばれていた。2020年現在、遺伝子発現調節のほか、RNA遺伝子が生体機能に必須の情報がこの領域に多く含まれることが明らかにされた。

## 定義
古典遺伝学では、「ある生物をその生物たらしめるのに必須な遺伝情報」として定義される。遺伝子「gene」と、染色体「chromosome」あるいはgene（遺伝子（ジーン）の）+ -ome（総体（オーム））= genome （ジーノーム）をあわせた造語であり、1920年にドイツのハンブルク大学の植物学者ハンス・ヴィンクラーにより造られた。
H. Winkler によるはじめの定義では「配偶子（生殖細胞）が持つ染色体セット」を意味したが、1930年に木原均によって「生物をその生物たらしめるのに必須な最小限の染色体セット」として定義し直された。木原は、コムギ染色体の倍数性の観察に基づき、このゲノム説を提唱した。どちらの定義でも、生殖細胞に含まれる全染色体（もしくはその遺伝情報）を表し、N倍体生物の体細胞にはN組のゲノムが存在すると考える。
1956年にDNAが発見されて以降は、「全染色体を構成するDNAの全塩基配列」という意味も持つ。

## ゲノム分析
ゲノム分析とは、倍数体種のゲノム構成を染色体レベルで明らかにする方法である。倍数体種とその両親種を交配し、その雑種第一代の減数分裂での染色体対合を観察し、ゲノム相同の程度を計算する。主に植物において、生命維持の基本単位であるゲノムが一つの細胞に3組以上存在するという、多倍数性がみられることがある。木原によるゲノム説の元となったパンコムギにおいては、3種のゲノムが2組ずつ合わさった6倍体であることがゲノム分析により示された。

## ゲノム配列解析と機能マッピング
1990年代から、ゲノムの全塩基配列を解読することを目標としたゲノムプロジェクトがさまざまな生物種を対象に実施されている（完了したのはゲノム配列決定であり、内容の解読は完了していないので、「ゲノムプロジェクト」ではなく、ゲノムシーケンシングプロジェクト、あるいはゲノム配列決定プロジェクトともいう）。全ゲノム情報の解明は網羅的解析による生命現象の理解の基盤となるものである。しかし塩基配列を読み取っただけでは生命現象の理解には不十分で、個々の塩基配列の機能や役割、発現したRNAやタンパク質の挙動などを幅広く検討していかなければならない。
そこで、現在ではゲノムを研究するゲノミクスを初めとして、オーミクス（-omics = -ome + -ics）と呼ばれる、網羅的解析を特徴とする研究分野が盛んになってきている。ゲノムDNAからの転写産物（トランスクリプト; Transcript）の総和としてトランスクリプトーム（Transcriptome）、存在するタンパク質（プロテイン; Protein）の総体としてプロテオーム（Proteome）がある。また代謝産物（Metabolite）の総和としてメタボローム（Metabolome）という概念もある。特にプロテオームを扱う分野をプロテオミクスという。これらのゲノム解読以降の研究を総称してポストゲノムと呼ぶことがある。
オーミクスでは、データを効率良く網羅的に収集し、コンピュータによって解析することが必須となる。これに対応するバイオインフォマティクスという分野の研究も盛んである。

## ゲノム合成
試験管の中でオリゴヌクレオチド（小規模なDNA断片）を化学合成する技術は、1950年代から存在した。
2003年、J.C.ベンター研究所のクレイグ・ヴェンターらは、大腸菌のDNA合成機構を利用して、ウイルスのDNA断片をつなぎ合わせ完全なゲノムを合成することに成功した。
2005年、より大きい生物でもゲノムを丸ごと合成する技術が日米の研究機関で独立に開発された。慶應大学／三菱化学生命研究所の枯草菌を用いるシステムと、ベンター研究所の酵母菌を用いるシステムである
2007年、クレイグ・ヴェンターらは、酵母菌を利用してDNAの断片をつなぎ合わせて、マイコプラズマ・ジェニタリウムという細菌のゲノムを構築した。
また同年、慶應大学の板谷光泰らは、枯草菌を利用して短いDNAをつなぎ合わせて、マウスのミトコンドリアゲノムおよびイネの葉緑体ゲノムを再構築した。
2010年5月、ベンター研究所はマイコプラズマ・ミコイデスという細菌のゲノムを人工合成し、別種の細菌のマイコプラズマ・カプリコルムに移植して、移植先の細胞を制御することに成功した。合成ゲノムによって細胞の制御に成功したのは世界初である。これは、ゲノムを人工的に設計・合成し、細胞に移植して、細胞が機能することを実証したもので、合成生物学の進展につながる成果となった。細胞膜や細胞内の器官は人工合成していないため完全な「人工生命」ではないが、これらの研究がさらに進めば、合成生命の誕生に行き着くことになる。

## 数と大きさ
半数体ヒトゲノムは約30億塩基対からなり、体細胞は2倍体であるため約60億塩基対のDNAを核内に持っている。分裂酵母では3本の染色体DNA上に、大腸菌やミトコンドリアでは一つの環状DNA上に保持されている。ヒト免疫不全ウイルス（HIV）のようなレトロウイルスではRNAが媒体になる。
遺伝子数とゲノムサイズは必ずしも比例しない。両生類や植物のユリのゲノムサイズは大きく、昆虫やトラフグではゲノムサイズが小さい。これはイントロンや遺伝子間のジャンクDNAの長さが原因である。例としてミジンコの方がヒトよりゲノムサイズは小さいが遺伝子数は多い。また原核生物は真核生物よりゲノムに占めるコーディング領域の割合が高い傾向があり、遺伝子がゲノムにコンパクトに収まっている。
それからゲノムサイズが大きくなると大量の情報を保存できるが複製に使うエネルギーが増え生存に不利に働くため、一定のゲノムの大きさで自然選択圧が掛かる。また原核生物より真核生物の方が複雑で必要な情報量が多い傾向があり、一般に真核生物ではスプライシングによってイントロンが抜けエクソンのコーディング領域が翻訳されるため、原核生物に比較して真核生物はゲノムサイズが大きくなる傾向がある。

## ゲノムサイズの例
| 生物種                                                          | ゲノムサイズ （bp: 塩基数）                    | 遺伝子推定領域 |
| --------------------------------------------------------------- | ---------------------------------------------- | -------------- |
| ココナッツカダンカダンウイロイド アボカドサンブロッチウイロイド | 246（最小のゲノムを持つウイロイド）            | 0              |
| ブタサーコウイルス1                                             | 1759（最小のゲノムを持つウイルス）             | ?              |
| ヒトミトコンドリア                                              | 1.7×104（細胞小器官）                          | 13             |
| λファージ                                                       | 4.8×104（一般的なウイルス）                    | 50             |
| ナスイア・デルトケパリニコラ                                    | 1.1×105（最小のゲノムを持つ細菌）              | 137            |
| イネ葉緑体                                                      | 1.3×105（細胞小器官）                          | 65             |
| ナノアルカエウム・エクウィタンス                                | 5.0×105（最小のゲノムを持つ古細菌。共生/寄生） | 536            |
| マイコプラズマ・ゲニタリウム                                    | 5.8×105（記載種として最小のゲノムを持つ）      | 467            |
| メタノテルムス・フェルウィドゥス（超好熱メタン菌）              | 1.2×106（古細菌。最小の自由生活性生物）        | 1283           |
| エンケファリトゾオン・インテスティナリス（微胞子虫）            | 2.2×106（最小のゲノムを持つ真核生物）          | 1939           |
| パンドラウイルス・サリヌス                                      | 2.5×106（最大のゲノムを持つウイルス）          | 2556           |
| ハロバクテリウム・サリナルム（高度好塩菌）                      | 2.6×106（一般的な古細菌）                      | 2749           |
| 大腸菌                                                          | 4.6×106（一般的な細菌）                        | 4149           |
| メタノサルキナ・アケティウォランス（メタン菌）                  | 5.7×106（最大のゲノムを持つ古細菌）            | 4540           |
| 出芽酵母                                                        | 1.2×107                                        | 5880           |
| マスティゴコレウス・テスタルム（藍色細菌）                      | 1.3×107                                        | 9,131          |
| ストレプトマイセス・ラパミキニクス（放線菌）                    | 1.3×107                                        | 10,002         |
| クテドノバクテル・ラケミフェル（好熱性放線菌様細菌）            | 1.4×107                                        | 11,540         |
| ミニキュスティス・ロセア（粘液細菌）                            | 1.6×107（最大のゲノムを持つ細菌）              | 14,018         |
| ミナミネグサレセンチュウ（線虫）                                | 2.0×107（最小のゲノムを持つ動物）              | 6,712          |
| カエノラブディティス・エレガンス（線虫）                        | 9.7×107                                        | 約20000        |
| シロイヌナズナ                                                  | 1.3×108                                        | 約27000        |
| キイロショウジョウバエ                                          | 1.8×108                                        | 13,931         |
| キイロタマホコリカビ                                            | 3.4×108                                        | 約13000        |
| イネ                                                            | 3.9×108                                        | 約37000        |
| ミドリフグ                                                      | 3.9×108                                        |                |
| カイコ                                                          | 4.3×108                                        |                |
| ヒアリ                                                          | 4.8×108                                        |                |
| ブラック・コットンウッド                                        | 4.8×108                                        |                |
| トウモロコシ                                                    | 2.3×109                                        | 約32000        |
| ヒト                                                            | 3.0×109                                        | 約26000        |
| マウス                                                          | 3.3×109                                        | 約29000        |
| コムギ                                                          | 1.7×1010                                       |                |
| フリチラリア・アッシリアカ（ユリ科バイモ属の植物）              | 1.3×1011                                       |                |
| プロトプテルス・エチオピクス（アフリカハイギョの一種）          | 1.3×1011                                       |                |
| キヌガサソウ                                                    | 1.5×1011                                       |                |
| ポリカオス・ドゥビウム（アメーバ）                              | 6.7×1011（最大のゲノムを持つ生物）             |                |